# Saint-Hilaire-de-Voust
Saint-Hilaire-de-Voust település Franciaországban, Vendée megyében. Lakosainak száma 628 fő (2022. január 1.). Saint-Hilaire-de-Voust Le Busseau, Loge-Fougereuse, Marillet, Puy-de-Serre, Saint-Maurice-des-Noues és Terval községekkel határos.

## Népesség
A település népessége az elmúlt években az alábbi módon változott:
| Lakosok száma | 656  | 633  | 626  | 594  | 590  | 585  | 580  | 614  | 628  |
|               | 2013 | 2015 | 2016 | 2017 | 2018 | 2019 | 2020 | 2021 | 2022 |